# Andrei Pătrănoiu
Andrei Pătrănoiu (n. 1 decembrie 1993, Pitești) este un fotbalist român care evoluează pentru Steaua București.